# Белманн, Джон
Джон Белманн (англ. John Behlmann) — американский актёр театра, кино и телевидения.
В качестве актёра озвучивания подарил свой голос нескольким персонажам из серии ММОРПГ «World of Warcraft».

## Карьера
Дебютировал в 2005 году в короткометражке «Unstoppable». Снимался в эпизодах мыльных опер и сериалов «3 фунта», «Путеводный свет», «Все мои дети» и «Хорошая жена», появлялся в небольших ролях фильмов «Дорога перемен» и «Волк с Уолл-стрит».
В 2007, спустя шесть месяцев после переезда в Нью-Йорк, актёр сыграл в драматической пьесе «Конец путешествия» в театре Беласко, в 2010 исполнил роль британского авантюриста Ричарда Ханнэя в пьесе «39 ступеней».
Летом 2015-го Белманн играл роль Уилла в офф-бродвейской постановке «Significant Other» в театре Лоры Пелс в Нью-Йорке. Спустя год Беллман вместе с Меган Хилти снялись в телевизионном пилоте «I Shudder» по произведению Пола Рудника, однако полноценный сериал так и не был снят.
В 2018 сыграл второстепенную роль агента ФБР Артура Адамса во втором сезоне телесериала «Ривердейл». Впоследствии персонаж Белманна оказывается не тем, за кого себя выдаёт.

## Работы в театре
| Год  | Название          | Театр              | Роль                  |
| ---- | ----------------- | ------------------ | --------------------- |
| 2007 | Конец путешествия | Беласко            | рядовой Альберт Браун |
| 2010 | 39 ступеней       | New World Stages   | Ричард Ханнэй         |
| 2015 | Significant Other | Laura Pels Theatre | Уилл                  |

## Фильмография
| Год  |     | Русское название                             | Оригинальное название        | Роль                         |
| ---- | --- | -------------------------------------------- | ---------------------------- | ---------------------------- |
| 2005 | кор |                                              | Unstoppable                  | Дэйв                         |
| 2006 | с   | 3 фунта                                      | 3 lbs.                       | Джеймс Паркс                 |
| 2007 | с   | Путеводный свет                              | The Guiding Light            | Джек Саммерс                 |
| 2008 | ф   | Дорога перемен                               | Revolutionary Road           | мистер Брейс                 |
| 2009 | с   | Все мои дети                                 | All My Children              | доктор Бёрк                  |
| 2010 | с   | Хорошая жена                                 | The Good Wife                | доктор Манн                  |
| 2013 | ф   | Волк с Уолл-стрит                            | The Wolf of Wall Street      | брокер #2                    |
| 2014 | с   | Голубая кровь                                | Blue Bloods                  | офицер Тимоти Доэрти         |
| 2014 | ф   | Ложь, которую я сказал моей маленькой сестре | Lies I Told My Little Sister | Ник Миллер                   |
| 2016 | с   | Неправильная мама                            | Odd Mom Out                  | Нико                         |
| 2016 | тф  |                                              | I Shudder                    | Дрейк Морелль                |
| 2017 | с   | Хорошее поведение                            | Good Behavior                | агент Бэкап                  |
| 2018 | с   | Ривердейл                                    | Riverdale                    | агент ФБР / капо Артур Адамс |
| 2018 | с   | Инстинкт                                     | Instinct                     | Бретт Миллер                 |
| 2019 | с   | Мадам госсекретарь                           | Madam Secretary              | Аарон Дэвис                  |
| 2022 | ф   | Сознавайтесь, Флетч                          | Confess, Fletch              | Оуэн Тассерли                |
| 2023 | с   | Позолоченный векThe Gilded Age               | Эдвард Морган                |                              |

## Озвучивание видеоигр
| Год  | На русском языке                      | Роль                                                                |
| ---- | ------------------------------------- | ------------------------------------------------------------------- |
| 2010 | World of Warcraft: Cataclysm          | Нептулон Хозяин Приливов                                            |
| 2013 | Grand Theft Auto V                    | местное население                                                   |
| 2016 | World of Warcraft: Legion             | Нептулон Хозяин Приливов, мастер Матиас Шоу, Этас Похититель Солнца |
| 2018 | World of Warcraft: Battle for Azeroth | Матиас Шоу                                                          |